# 經貿二路
經貿二路位於臺北市南港區，北起三重路口，南至南港路口接研究院路。此路旁有文湖線通過。

## 道路設計
車道數
- 三重路-經貿二路88巷段：雙向各四線道。各路口有另分出之左轉專用道。
- 經貿二路88巷-南港路段：北上八線道（在二路口處縮減為四線）；南下四線道。

門牌號碼
單號1~235，雙號2~待補

## 沿線設施
- 捷運南港軟體園區站（183號）
  - 台北市公共自行車租賃系統捷運南港軟體園區站
- 中國信託金融園區
  - 中國信託金融控股（168號）
  - 中信保全（188號5樓）
  - 台灣人壽（188號8樓）
  - 台灣彩券（188號15樓）
- 三重世貿公園
- 三重世貿公園地下停車場
  - 台北市公共自行車租賃系統三重世貿公園站
- 台灣高速鐵路公司（66號13樓）
- 台灣高鐵工會（66號14樓）
- 台北南港展覽館1館（1號）
- 捷運南港展覽館站
  - 台北市公共自行車租賃系統捷運南港展覽館站
- 台北南港展覽館2館（2號）